# Lucio Calpurnio Pisón (cónsul 57)
Lucio Calpurnio Pisón (en latín: Lucius Calpurnius Piso; fallecido en el año 70) fue un senador romano de la gens Calpurnia, que vivió en el siglo I, y desarrollo su cursus honorum bajo los reinados de Caligula, Claudio, Nerón, y Vespasiano. Fue cónsul ordinario en el año 57 junto con el emperador Nerón. Durante el Año de los Cuatro Emperadores fue gobernador de África y apoyó a Vitelio, pero después de su muerte fue asesinado por partidarios de Vespasiano.

## Orígenes familiares
Pisón era hijo de Lucio Calpurnio Pisón, cónsul en el 27, que se había visto obligado a cambiar su praenomen de Cneo (Gnaeus) a Lucio (Lucius) debido a la participación de su padre en una conspiración contra Tiberio. La vida del joven Pisón no se conoce bien antes de su ascensión al consulado en 57 como colega del emperador Nerón. Pisón se casó con Licinia Magna con quien tuvo a Calpurnia, que sería la esposa de Calpurnio Galeriano, hijo de Cayo Calpurnio Pisón.
Tácito registra un incidente en el año anterior donde surgió el conflicto entre el pretor Vibulio y el tribuno de la plebe Antistio Sosiano, sobre si mantener encarcelados a algunos espectadores ruidosos de la audiencia. El Senado falló contra Antistio, y Pisón fue más allá y propuso que ya no se permitiría a los tribunos juzgar casos que involucraran a sus propios lugares.

## Carrera política

Mapa del Imperio romano durante el Año de los Cuatro Emperadores (69).

Sirvió como curator aquarum en Roma entre 60 y 63. En el año 62, el emperador Nerón nombró a Pisón, junto con Aulo Ducenio Gémino y Aulo Pompeyo Paulino, para formar una comisión para administrar los ingresos públicos. En el año 69, fue elegido por insaculación para ser procónsul de África.
Era miembro de los Hermanos arvales, aunque se desconoce cuándo fue cooptado en los collegia, está registrado que Pisón asistió a sus reuniones en los años 57, 58, 59, 60 y 63.
Mientras gobernaba la África romana, estalló la guerra civil conocida como el Año de los Cuatro Emperadores. Tanto la provincia como Pisón apoyaron a Vitelio, que había sido procónsul allí no mucho antes. El comandante de la legión romana estacionada en el norte de África, Cayo Calpetano Rancio Quirinal Valerio Festo, sin embargo, estaba en comunicación secreta con Vespasiano. Tras la muerte de Vitelio, Claudio Sagita, magister equitum, llegó a África. Sagita le dijo a Pisón que se había emitido una orden para matarlo, que su yerno había sido ejecutado, y que la única esperanza para Pisón era huir a donde estaban los partidarios de Vitelio, que permanecían en la Galia e Hispania, o ir a defenderse en Cartago. Pisón no se inmutó con esta noticia, pero poco después, un mensajero del lugarteniente de Vespasiano, el general Cayo Licinio Muciano, llegó a Cartago para reunirse con Pisón. Pisón se negó a abandonar su palacio, lo que enfureció a la población local, que comenzó a alborotarse en la plaza del mercado, exigiendo que Pisón se presentara. Pisón evitó aparecer ante la multitud, pero logró que el mensajero llegase ante él, y al interrogarlo descubrió que Muciano lo había enviado para matarlo. El procónsul ordenó la ejecución del mensajero y se refugió en el palacio, negándose a salir, como un intento de protegerse contra una repetición de los disturbios.
Cuando Festo se enteró de que Pisón estaba en Cartago, envió una tropa de caballería para matar a Pisón. Aunque ninguno de los hombres conocía a Pisón, Bebio Masa lo identificó por ellos, descrito por Tácito como 'un hombre fatal para el bien y destinado a reaparecer con frecuencia en el curso de los sufrimientos que había tenido que soportar por mucho tiempo'. Con Pisón muerto en el 70, Festo pudo tomar el control de la provincia y declaró abiertamente a favor de Vespasiano.